# Lill-Muoka
Lill-Muoka är en sjö i Jokkmokks kommun i Lappland och ingår i Luleälvens huvudavrinningsområde.